# Benjamin Gallotti Júnior
Benjamin Gallotti Júnior (Tijucas, 15 de dezembro de 1881 – Tijucas) foi um político brasileiro.
Filho de Benjamin Gallotti e de Maria Vieira Gallotti. Casou com Amélia Büchele Gallotti, filha de Carlos Luís Büchele.
Foi prefeito de Tijucas de 1907 a 1919.
Foi deputado à Assembleia Legislativa de Santa Catarina na 9ª legislatura (1916 — 1918) e na 12ª legislatura (1925 — 1927).
Foi deputado à Assembleia Legislativa de Santa Catarina na 1ª legislatura (1935 — 1937).